# Ojrzanów (Mazovie)
Pour les articles homonymes, voir Ojrzanów.
Ojrzanów (prononciation : [ɔi̯ˈʐanuf]) est un village polonais de la gmina de Żabia Wola dans le powiat de Grodzisk Mazowiecki de la voïvodie de Mazovie dans le centre-est de la Pologne.
Il se situe à environ 6 kilomètres au sud-est de Żabia Wola (siège de la gmina), 15 kilomètres au sud-est de Grodzisk Mazowiecki (siège du powiat) et à 30 kilomètres au sud-ouest de Varsovie (capitale de la Pologne).

## Histoire
De 1975 à 1998, le village appartenait administrativement à la voïvodie de Skierniewice.